# Zmaj Fizir FN
Zmaj Fizir FN (Змај Физир ФН) là một loại máy bay huấn luyện của Nam Tư trước Chiến tranh thế giới II.

## Quốc gia sử dụng
Kingdom of Yugoslavia
- Không quân Hoàng gia Nam Tư

 Nam Tư
- Không quân SFR Nam Tư

 NDH
- Không quân Nhà nước Độc lập Croatia

 Ý
- Regia Aeronautica

## Biến thể
- Fizir FN – Mercedes
- Fizir FN – Walter
- Fizir FN – Walter-Mars

## Tính năng kỹ chiến thuật
Dữ liệu lấy từ 
Đặc tính tổng quan
- Kíp lái: 2
- Chiều dài: 8,80 m (28 ft 10 in)
- Sải cánh: 11,20 m (36 ft 9 in)
- Chiều cao: 3,10 m (10 ft 2 in)
- Diện tích cánh: 32,50 m2 (349,8 foot vuông)
- Trọng lượng rỗng: 820 kg (1.808 lb)
- Trọng lượng có tải: 1.426 kg (3.144 lb)
- Động cơ: 1 × Walter NZ 120 7-cylinder radial, 88 kW (118 hp)
- Cánh quạt: 2-lá

Hiệu suất bay
- Vận tốc cực đại: 120 km/h (75 mph; 65 kn) 140
- Tầm bay: 540 km (336 mi; 292 nmi)
- Trần bay: 6.500 m (21.325 ft)